# 千葉県道245号木更津港線
千葉県道245号木更津港線（ちばけんどう245ごう きさらづこうせん）は、千葉県木更津市を起点・終点とする一般県道。
木更津港と千葉県道90号木更津富津線を結ぶ。

## 概要

### 路線データ
- 起点：木更津市富士見 木更津港
- 終点：木更津市富士見 信号交差点（千葉県道90号木更津富津線接続）
- 総延長：0.260 km（君津土木事務所管内：0.260 km[1]）
- 重用延長：なし（君津土木事務所管内：0.0 km）
- 実延長：0.260 km（君津土木事務所管内：0.260 km[1]）
- 認定年月日：1955年（昭和30年）3月4日

## 地理

### 通過する自治体
- 千葉県
  - 木更津市

### 交差する道路
- 千葉県道90号木更津富津線（終点）

### 周辺
- 鳥居崎公園
- 中の島公園
- 潮浜公園